# Moukalaba-Doudou Nationalpark
Moukalaba-Doudou Nationalpark (fransk: Parc national de Moukalaba-Doudou) er en nationalpark i Gabon. Den dækker et område 4.500 km2. Nationalparken omfatter forskellige habitattyper, herunder fugtig regnskov og savannelignende græsarealer.
WWF startede et udviklingsprogram i parken i 1996.

## Verdensarvsstatus
Stedet blev føjet til UNESCOs foreløbige verdensarvsliste (tentativlisten) den 20. oktober 2005 i kategorien Blandet (Kulturel & Natur).